# Campeonato Mundial de Ginástica Artística de 1981
O XXI Campeonato Mundial de Ginástica Artística transcorreu entre os dias 19 e 23 de novembro de 1981, na cidade de Moscou, União Soviética (atualmente capital da Rússia). 

## Eventos
- Individual geral masculino
- Equipes masculino
- Solo masculino
- Barra fixa
- Barras paralelas
- Cavalo com alças
- Argolas
- Salto sobre a mesa masculino
- Individual geral feminino
- Equipes feminino
- Trave
- Solo feminino
- Barras assimétricas
- Salto sobre a mesa feminino

## Medalhistas
Masculino
| Evento           | Ouro | Prata | Bronze                                                                                       |
| Equipes          | Yuri Korolev · Bogdan Makuts · Alexander Dityatin · Alexander Tkachev · Artur Akopian · Alexander Musaev · União Soviética · (588,950) | Nobuyuki Kajitani · Koji Gushiken · Koji Sotomura · Kiyoshi Goto · Kyoji Yamawaki · Toshiro Kanai · Japão · (585,850) | Tong Fei · Li Ning · Li Xiaoping · Huang Yubin · Peng Yaping · Li Yuejiu · China · (583,900) |
| Individual geral | Yuri Korolev · União Soviética · (118,375)                                                                                             | Bogdan Makuts · União Soviética · (118,350)                                                                           | Koji Gushiken · Japão · (117,975)                                                            |
| Salto            | Ralf-Peter Hemman · Alemanha Oriental · (19,900)                                                                                       | Arthur Akopian · União Soviética · (19,850)                                                                           | Bogdan Makuts · União Soviética · (19,800)                                                   |
| Solo             | Yuri Korolev · União Soviética · Li Yuan · China · (19,775)                                                                            | nenhum | Koji Gushiken · Japão · (19,750)                                                             |
| Cavalo com alças | Li Xiaoping · China · Michael Nikolay · Alemanha Oriental · (19,900)                                                                   | nenhum | Alexander Musaev · União Soviética · Gyorgy Guczoghy · Hungria · (19,875)                    |
| Barras paralelas | Alexander Dityatin · União Soviética · Koji Gushiken · Japão · (19,825)                                                                | nenhum | Nobuyuki Kajitani · Japão · (19,800)                                                         |
| Argolas          | Alexander Dityatin · União Soviética · (19,825)                                                                                        | Huang Yubin · Japão · (19,700)                                                                                        | Bogdan Makuts · União Soviética · (19,650)                                                   |
| Barra fixa       | Alexander Tkachev · União Soviética · (19,900)                                                                                         | Arthur Akopian · União Soviética · Eberhard Gienger · Alemanha Oriental · (19,875)                                    | nenhum                                                                                       |

Feminino
| Evento              | Ouro | Prata                                                                                      | Bronze |
| Equipes             | Yelena Davydova · Olga Bicherova · Maria Filatova · Stella Zakharova · Elena Polevaya · Natalia Ilienko · União Soviética · (381,620) | Ma Yanhong · Chen Wenyan · Zhu Zheng · Wu Jiani · Wen Jia · Li Cuiling · China · (384,600) | Steffi Kräker · Annett Lindner · Birgit Senff · Kerstin Jakobs · Franka Voigt · Maxi Gnauck · Alemanha Oriental · (383,100) |
| Individual geral    | Olga Bicherova · União Soviética · (78,400)                                                                                           | Maria Filatova · União Soviética · (78,075)                                                | Yelena Davydova · União Soviética · (77,975)                                                                                |
| Salto               | Maxi Gnauck · Alemanha Oriental · (19,675)                                                                                            | Stella Zakharova · União Soviética · (19,500)                                              | Steffi Kräker · Alemanha Oriental · (19,475)                                                                                |
| Solo                | Natalia Ilyenko · União Soviética · (19,850)                                                                                          | Yelena Davydova · União Soviética · (19,775)                                               | Zoja Grantcharova · Bulgária · (19,675)                                                                                     |
| Trave               | Maxi Gnauck · Alemanha Oriental · (19,525)                                                                                            | Chen Wenyan · China · (19,275)                                                             | Wu Jiani · China · Tracee Talavera · Estados Unidos · (19,250)                                                              |
| Barras assimétricas | Maxi Gnauck · Alemanha Oriental · (19,900)                                                                                            | Ma Yanhong · China · (19,800)                                                              | Yelena Davydova · União Soviética · Julianne McNamara · Estados Unidos · (19,700)                                           |

## Quadro de medalhas
| Ordem | País              | Medalha de ouro | Medalha de prata | Medalha de bronze |    |
| ----- | ----------------- | --------------- | ---------------- | ----------------- | -- |
| 1     | União Soviética   | 9               | 6                | 5                 | 21 |
| 2     | Alemanha Oriental | 5               |                  | 2                 | 7  |
| 3     | China             | 2               | 4                | 2                 | 8  |
| 4     | Japão             | 1               | 1                | 3                 | 5  |
| 5     | Alemanha          |                 | 1                |                   | 1  |
| 5     | Estados Unidos    |                 |                  | 2                 | 2  |
| 7     | Bulgária          |                 |                  | 1                 | 1  |
| 7     | Hungria           |                 |                  | 1                 | 1  |
| TOTAL | TOTAL             | 17              | 12               | 16                | 45 |